# Молчание Пелешяна
«Молчание Пелешяна» (итал. Il Silenzio di Pelesjan, англ. Silence of Pelechian) — документальный фильм-портрет итальянского режиссёра Пьетро Марчелло о живом классике кинематографа Артавазде Пелешяне. Фильм снят в 2011 году по заказу итальянской телекомпании Rei Tre. Был представлен на фестивалях в Венеции и Роттердаме (внеконкурсная программа).
В России был показан на Артдокфесте, в Армении — на фестивале «Золотой абрикос».

## Фильм
В своём фильме Марчелло использовал фрагменты из картин Пелешяна, кадры из хроники и съёмки режиссёра за работой и дома. Сам Пелешян в фильмах почти не использует титров и закадрового текста. Точно так же он буквально молчит в фильме Марчелло, отсюда и название картины — «Молчание Пелешяна». Однако сам Мерчелло так и не смог отказаться от речи в фильме, и время от времени зритель слышит закадровый голос режиссёра, который рассказывает о Пелешяне, его учителях, его фильмах и немного о работе самого Марчелло с Пелешяном.
В фильм «Молчание Пелешяна» вошли фрагменты картин Пелешяна:
- «Земля людей» (1966)
- «Начало» (1969)
- «Мы» (1969)
- «Обитатели» (1970)
- «Времена года» (1972)
- «Наш век» (1982)
- «Конец» (1992)
- «Жизнь» (1993)

А также в фильме были использованы кадры из картины Джовани Томарчио «Этна».

## Съёмочная группа
- Режиссёр — Пьетро Марчелло
- Сценарист — Пьетро Марчелло
- Оператор — Пьетро Марчелло
- Композиторы — Марко Мессина, Саша Риччи
- Продюсеры — Матео Фаро, Энрика Гонелла
- Исполнительные продюсеры — Рина Скьяретта, Симон Гаттони
- Монтаж — Сара Фкаиер

## В ролях
- Артавазд Пелешян (играет самого себя)
- Пьетро Марчелло (закадровый голос, в титрах не указан)
- Энрико Гецци (играет самого себя)
- Александра Хохлова (хроника)
- Василий Шукшин (хроника)
- Лев Кулиджанов (хроника)
- Алексей Леонов (хроника)
- Алексей Медведкин (хроника)

## Процесс съёмок
Документальный фильм о Пелешяне был задуман продюсерами телеканала Rei Tre и должен был стать частью большого проекта, целью которого было сохранение наследия Пелешяна и реставрация его фильмов, которые часто транслировались в Италии по каналу Rei Tre. Однако по финансовым причинам весь проект осуществить не удалось, но фильм-портрет был успешно завершён.
Пьетро Марчелло считает Пелешяна не только героем картины, но и её соавтором. В фильме он использовал метод дистанционного монтажа, разработанный Пелешяном, и выполнил ряд требований своего героя. Например, снимать без штатива и "выгнать "звукорежиссёров с площадки. Ещё одним обязательным условием было то, что Пелешян не будет говорить в камеру. Марчелло, знакомый с авторским методом Пелешяна, сразу принял это условие и даже не пытался тайно снять его во время разговоров и дискуссий. В итоге, «Молчание Пелешяна» — это единственный документальный фильм, в котором герой не разговаривает.
Марчелло снимал Пелешяна на камеру с катушкой с плёнкой на пять минут хронометража. Максимум, что снималось за день — две катушки, или десять минут. В Италию режиссёр вернулся с материалом всего на два часа, половина из которых были съёмками на улице и в метро — парафраз некоторых эпизодов из фильмов Пелешяна.
Что касается съёмок героя фильма, Пелешян сам указывал, когда и где стоит снимать. Например, эпизод, где Пелешян идёт на кладбище, на могилы своих учителей, был снят по его просьбе.

## Реакция Пелешяна
Окончательный вариант фильма был одобрен Пелешяном до премьеры на фестивале в Венеции. Однако Пелешян очень долго не соглашался с названием «Молчание Пелешяна». По его словам слово «молчание» в названии фильма всего лишь неверный перевод его фразы «без слов». Сам Пелешян неоднократно говорил о своём «молчании» так: «У меня не было потребности в словах, хотя они очень важны. Знаете, почему я не использую слова? Я представляю, что слова, диалоги требуют столько кадров, сколько эти диалоги продолжаются. Портреты, дела, звуки, голоса, шум, музыка… все вместе говорит больше, чем слова. С помощью музыки и лиц вокруг фильма выстраивается „эмоциональное поле“. Не конкретный эпизод, а весь фильм. Я монтирую не только имеющиеся кадры, но и отсутствующие. Именно в этом причина того, что вы, смотря фильм, находите в нём что-то новое. Весь фильм создан, но половина фильма, половина кадров отсутствуют. Однако благодаря монтажу, музыке и образам они присутствуют в подсознании. Если я приведу пример, то отсутствие превратится в наличие».

## Показ в Венеции
Обязательным условием и Пелешяна, и самого Марчелло было то, что на фестивале фильм ни в коем случае не должен участвовать в конкурсной программе, поскольку это «портрет режиссёра». «Этически неприемлемо, чтобы он конкурировал с другими фильмами. В таком случае было бы непонятно, кто конкурирует — сам Пелешян или же конкретно мой фильм», — сказал Пьетро Марчелло в интервью журналу «Сеанс».
Кроме премьеры фильма о Пелешяне на 68-м Венецианском фестивале прошла ретроспектива фильмов самого Пелешяна. На премьере «Молчания» было «огромное количество зрителей, но пришли они скорее для того, чтобы посмотреть новый фильм Пьетро Марчелло, а не фильм об Артуре Пелешяне».
На пресс-конференцию фильма пришли около 60-и журналистов, что является рекордным числом для программы «Горизонты», в которой была представлена картина.